# Fields of Blood
Fields of Blood è il ventesimo album in studio del gruppo musicale Power metal tedesco Grave Digger, pubblicato il 29 maggio 2020 dalla Napalm Records.

## Tracce
1. The Clansman's Journey – 1:27
2. All for the Kingdom – 4:10
3. Lions of the Sea – 3:58
4. Freedom – 4:53
5. The Heart of Scotland – 5:19
6. Thousand Tears – 4:57
7. Union of the Crown – 3:58
8. My Final Fight – 4:09
9. Gathering of the Clans – 3:57
10. Barbarian – 3:43
11. Fields of Blood – 10:10
12. Requiem for the Fallen – 3:00

## Formazione
- Chris Boltendahl - voce
- Axel Ritt - chitarra
- Jens Becker - basso
- Marcus Kniep - batteria